# 本鵠沼站

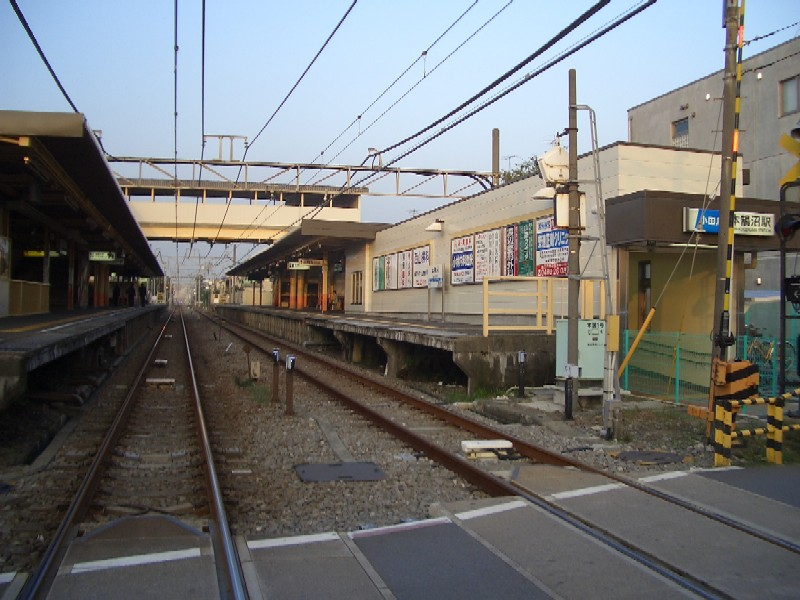
從片瀨江之島側平交道望向月台。左邊為上行月台，右邊為下行月台。（2004年10月26日）

本鵠沼站（日语：／ Hon-kugenuma eki */?）是一個位於神奈川縣藤澤市本鵠沼二丁目，屬於小田急電鐵江之島線的鐵路車站。車站編號是OE 14。

## 歷史
- 1929年（昭和4年）4月1日 - 小田急江之島線開通，本站開業。為「直通」班次停靠站。
- 1943年（昭和18年）11月16日 - 供出線路，江之島線藤澤～片瀨江之島間單線運行。
- 1945年（昭和20年）6月 - 廢止「直通」班次，各站停車延伸至全線，本站為其停靠站。
- 1946年（昭和21年）10月1日 - 江之島線藤澤～本鵠沼間恢復複線運行。
- 1948年（昭和23年）9月19日 - 新增準急班次，本站為其停靠站。
- 1949年（昭和24年）4月10日 - 江之島線本鵠沼～片瀨江之島間恢復複線運行。
- 1955年（昭和30年）3月25日 - 新增通勤急行班次，本站為其停靠站。
- 1964年（昭和39年）11月5日 - 為急行班次停靠站。
- 1998年（平成10年）8月22日 - 部分（10輛編組）急行班次不停靠本站。
- 2004年（平成16年）
  - 5月16日 - 東口剪票口啟用。
  - 11月1日 - 東口開設收費自行車停車場。
  - 12月11日 - 部分（6輛編組）急行列車停靠本站。
- 2005年（平成17年）5月15日 - 試驗白天部分時段無人化。
- 2007年（平成19年）3月31日 - 本鵠沼1號平交道拓寬工程完成。
- 2018年（平成30年）3月17日 - 急行班次取消停靠本站。

## 站名由來
江之島電鐵線已有「鵠沼站」，因鄰近原來被稱為「本村」的聚落，因而命名為「本鵠沼」。開業準備期間也曾計畫命名為「鵠沼本町」。

## 車站構造
本站是側式月台2面2線地面車站。上下行月台皆有剪票口，兩月台間有天橋連通。月台有效長度僅對應6輛編組。
2004年5月，下行月台設置簡易出入口，同年11月開設收費自行車停車場。下行月台因大多是下車乘客，簡易出入口未配置站員，自動售票機也只有一台。2007年3月31日，鄰接的本鵠沼1號平交道拓寬，確保行人空間使得乘客安全性更為提升。部分時段站內無站員。
2012年度新設列車資訊顯示器。
月台從東側起為1號月台。
| 月台 | 路線     | 方向 | 目的地                             |
| ---- | -------- | ---- | ---------------------------------- |
| 1    | 江之島線 | 下行 | 片瀨江之島方向                     |
| 2    | 江之島線 | 上行 | 藤澤、相模大野、新宿、千代田線方向 |

## 利用狀況
2016年度の日平均上下車人次為13,235人。小田急線全70站中名列59位，也是江之島線內運量最低的車站。
近年上下車人次、上車人次變化如下表。
| 年度               | 1日平均 上下車人次 | 1日平均 上車人次 | 來源     |
| ------------------ | ------------------ | ---------------- | -------- |
| 1995年（平成07年） |                    | 5,580            | [ * 1 ]  |
| 1998年（平成10年） |                    | 5,425            | [ * 2 ]  |
| 1999年（平成11年） |                    | 5,190            | [ * 3 ]  |
| 2000年（平成12年） |                    | 5,154            | [ * 3 ]  |
| 2001年（平成13年） |                    | 5,148            | [ * 4 ]  |
| 2002年（平成14年） | 9,949              | 5,029            | [ * 5 ]  |
| 2003年（平成15年） | 9,861              | 5,015            | [ * 6 ]  |
| 2004年（平成16年） | 11,235             | 5,102            | [ * 7 ]  |
| 2005年（平成17年） | 11,398             | 5,204            | [ * 8 ]  |
| 2006年（平成18年） | 11,562             | 5,285            | [ * 9 ]  |
| 2007年（平成19年） | 11,716             | 5,448            | [ * 10 ] |
| 2008年（平成20年） | 11,691             | 5,494            | [ * 11 ] |
| 2009年（平成21年） | 11,808             | 5,580            | [ * 12 ] |
| 2010年（平成22年） | 11,733             | 5,593            | [ * 13 ] |
| 2011年（平成23年） | 11,629             | 5,567            | [ * 14 ] |
| 2012年（平成24年） | 11,982             | 5,716            | [ * 15 ] |
| 2013年（平成25年） | 12,430             | 5,913            | [ * 16 ] |
| 2014年（平成26年） | 12,218             | 5,913            | [ * 17 ] |
| 2015年（平成27年） | 12,690             |                  |          |
| 2016年（平成28年） | 13,235             |                  |          |

## 車站周邊
- 神奈川縣警（日语：神奈川県警察）藤澤警察署（日语：藤沢警察署）
- 鵠沼櫻岡郵便局
- 湘南學園中學校、高等學校（日语：湘南学園中学校・高等学校）
- 藤澤市立鵠沼中學校（日语：藤沢市立鵠沼中学校）
- 藤澤市立鵠沼小學校（日语：藤沢市立鵠沼小学校）
- 藤澤市立鵠洋小學校（日语：藤沢市立鵠洋小学校）
- 長久保公園都市綠化植物園（日语：長久保公園都市緑化植物園）

## 巴士路線
- 上岡（東側）
  - 江之電巴士（日语：江ノ電バス）
    - 往藤澤澤南口
    - 往高根行
- 原（西側）
  - 江之電巴士
    - 往藤澤站北口
    - 往鵠沼車庫前
- 鵠沼小學校前（西側）
  - 神奈川中央交通（日语：神奈川中央交通）、江之電巴士
    - 藤04、藤06系統 - 往藤澤站北口
    - 藤04系統 - 經長久保往辻堂團地
    - 藤06系統 - 經長久保往辻堂站南口

  - 江之電巴士
    - 往藤澤站北口
    - 往鵠沼車庫前

全部巴士站皆距離本站約200至300公尺。

## 相鄰車站
小田急電鐵
 江之島線

■快速急行（週六日）、■急行
通過
■各站停車
藤澤（OE 13）－本鵠沼（OE 14）－鵠沼海岸（OE 15）

## 外部連結
- 本鵠沼 - 小田急電鐵